# حور آموري
حور آموري (الاسم العلمي:Populus amurensis) هو نوع من النباتات يتبع جنس الحور من الفصيلة الصفصافية.